# Hundstage
Hundstage è un film del 1944 diretto da Géza von Cziffra.

## Produzione
Il film fu prodotto dalla Deutsche Forst-Filmproduktion GmbH e dalla Wien-Film. Venne girato nell'agosto 1943 ai Barrandov-Atelier Prag e Radlitz-Atelier Prag di Praga

## Distribuzione
Distribuito dalla Deutsche Filmvertriebs (DFV), uscì nelle sale cinematografiche tedesche il 4 agosto 1944, presentato in prima al Marmorhaus di Berlino. Nel 1971, lo trasmise in prima la tv della DDR il 9 agosto.